# Valentin Belon
Valentin Belon (Béthune, 5 luglio 1995) è un ex calciatore francese, di ruolo portiere.

## Carriera
Ha esordito fra i professionisti il 24 ottobre 2015 mantenendo la porta inviolata nel match vinto 2-0 contro il Tolosa.